# Riadh Jelassi
Riadh Jelassi (arab. رياض جلاسي; ur. 7 lipca 1971
roku w Tebourbie) – tunezyjski piłkarz występujący na pozycji napastnika.

## Kariera klubowa
Riadh Jelassi zawodową karierę rozpoczynał w 1995 roku w Étoile Sportive du Sahel. Jego barwy reprezentował przez niemal kolejne sześć lat. W ich trakcie Tunezyjczyk wraz z zespołem wywalczył mistrzostwo i puchar kraju, triumfował także między innymi w rozgrywkach Pucharu Zdobywców Pucharów Afryki, Pucharu CAF oraz Superpucharu Afryki. W trakcie sezonu 2000/01 Jelassi przeniósł się do saudyjskiego klubu Asz-Szabab Rijad. Po zakończeniu ligowych rozgrywek powrócił jednak do kraju i podpisał kontrakt z Espérance Tunis. Z nową drużyną Jelassi trzy razy z rzędu wywaclczył mistrzostwo kraju. W 2004 roku tunezyjski napastnik podjął decyzję o zakończeniu piłkarskiej kariery.

## Kariera reprezentacyjna
W reprezentacji Tunezji Jelassi zadebiutował w 1996 roku. W 1998 roku znalazł się w 22-osobowej kadrze Henryka Kasperczaka na mistrzostwa świata. Na francuskich boiskach drużyna Tunezji zajęła ostatnie miejsce w swojej grupie. Sam Jelassi wystąpił tylko w zremisowanym 1:1 meczu z Rumunią, kiedy to w 60 minucie zmienił Mehdiego Ben Slimane. Tunezyjczyk został także powołany na kolejny mundial. Podopieczni Ammara Souayaha nie zdołali przebrnąć przez fazę grupową i odpadli z turnieju. Jelassi tym razem nie zagrał w żadnym ze spotkań, a po mistrzostwach zakończył reprezentacyjną karierę. Dla drużyny narodowej zaliczył łącznie 20 występów i strzelił pięć bramek.